# Томас Стренджвейз
Томас Пігг Стренджвейз (1866—1926) — британський патолог і клітинний біолог.

## Біографія
Томас Пігг народився 1866 року.
Здобув освіту в навчальному Шпиталі св. Бартоломі, який закінчив з золотою медаллю.
Задля дослідження ревматоїдного артриту 1905 року організував дослідницьку лікарню при Кембридзькому університеті. 1923 року переніс свою лабораторію до Лікарні св. Бартоломі, щоб досліджувати клітинні культури.
Мав 7 дітей, з яких 5 хлопців, найстарший 1905 року народження, наймолодший — 1918.

## Науковий внесок
Був одним з піонерів культивування тканин, вивчав ревматоїдний артрит.

## Наукові праці
- Nuttall, G. H. F., Graham-Smith, G. S., Strangeways, T. S. P. Blood immunity and blood relationship; a demonstration of certain blood-relationships amongst animals by means of the precipitin test for blood. Cambridge, University press (1904)
- T.S.P. Strangeways, ‘Observations on the Changes Seen in Living Cells During Growth and Division’, Proceedings of the Royal Society of London: Series B, Containing Papers of a Biological Character, Vol. 94 (1922), pp. 137–41.
- Technique of tissue culture "in vitro" (1924)